# Josef Wichner

Josef Wichner (um 1891). In: WICHNER, 1891 im Vorsatz.

Josef Wichner (* 23. Oktober 1852 in Bludenz; † 14. Juni 1923 in Krems an der Donau) war ein Erzähler, Jugendschriftsteller, Lehrer und Folklorist.
Der in Bludenz geborene Volksschriftsteller wurde durch zahlreiche Erzählungen, Jugendbücher und Heimatromane bekannt.

## Leben
Josef Wichner wurde als Sohn eines Schneidermeisters geboren. Er lebte als Kind in Bludenz, besuchte dort auch die Volksschule und absolvierte dann das k. k. Real- und Obergymnasium in Feldkirch, heute Gymnasium in Feldkirch, an dem er später (von 1878 bis 1880) auch unterrichtete.
Josef Wichner studierte im Priesterseminar in Brixen (1872–1875) und an der Universität Innsbruck Deutsche Sprache und Literatur (1875–1878), anschließend legte er noch die Staatsprüfungen für das Lehramt aus Latein und Griechisch ab.
Über seine Schul- und Studienzeit schrieb er später in seinen autobiographischen Romanen „Im Schneckenhause“, „Im Studierstädtlein“ und „An der Hochschule“.
1880 schloss Wichner in Wien mit Marie Mathiasch den Bund fürs Leben. Er wirkte von 1880 bis 1908 im Gymnasium Krems an der Donau als Professor. Ab 1880 lebte die Familie Wichner – sie blieb Kinderlos – in Krems an der Donau. Der unter anderen mit Marie Eugenie Delle Grazie, Adam Müller-Guttenbrunn und Peter Rosegger bekannte Schulrat zählte zum konservativen Lager, gehörte über viele Jahre dem Ausschuss des Niederösterreichischen Volksbildungsvereines in Krems an und gab dort die „Volksbildungsblätter“, das Organ des Vereines, heraus.
Darüber hinaus hielt Wichner in den Jahren zwischen 1889 und 1912 mehrfach literarische Lesungen „aus eigenen Werken“ sowie Lichtbildvorträge im Wiener Volksbildungsverein und in der Wiener Urania.
Wichner starb 1923 im Alter von 71 Jahren in Krems an der Donau. An ihn erinnert dort heute ein Straßenname – die Josef-Wichner-Straße.

## Auszeichnungen
- Verleihung des Titels „Schulrat“ durch Allerhöchste Entschließung seiner k. und k. Apostolischen Majestät
- Ehrenbürger von Bludenz und Krems
- Namensgeber für die Wichner Modellhauptschule Bludenz West, WIF Hauptschule Bludenz Ost und eines Kindergarten in Altach
- In Altach, Bludenz, Dornbirn, Nüziders, Feldkirch, Höchst, Hohenems, Krems, Lustenau und Wien wurden Straßen bzw. Gassen nach ihm benannt

## Werke (Auswahl)

### Romane
- Die Schriften der alten Betschwester, 1906
- Bürger Gozzo, 1922

### Dramatische Dichtungen
- Zwang, 1913
- Der Schatz im Stubenboden, 1919
- Glühende Kohlen, 1923
- Altmontafoner Spinnstube, 1923[3]

### Dreibändige Autobiographie (Romane, Erinnerungen)
- Im Schneckenhause, 1893, 1894 (zwei Auflagen), 1905, 1910, 1920, 1985
- Im Studierstädtlein, 1896, 1897, 1902, 1913, 1987
- An der Hochschule, 1900, 1993

### Bücher mit Erzählungen
- Alraunwurzeln, 1892, 1899, 1903, 1905, 1912
- Der Novize und andere Erzählungen, o. J. (1891)
- Aus der Mappe eines Volksfreundes, 1891, 1895, 1895, 1899, 1907
- Vor dem Arlberg, 1894
- Erlauschtes, 1894, 1895, 1901
- Nimm und lies!, 1897 (zwei Auflagen)
- Jahresringe, 1899
- In freien Stunden, 1899, 1903, 1913
- Im Frieden des Hauses, 1902
- Zeitvertreib, 1904
- Aus sonnigen Tagen, 1907
- Tiergeschichten, o. J. (1909)
- Von des Lebens Leid und Lust, 1910
- Für Heimat und Herd, Kriegsgeschichten. Stuttgart, o. J. (1915)
- Daheim und im Felde, Geschichten aus der Zeit des Weltkrieges. 1917 (Werk verschollen).
- Herbstsegen, 1918
- Jugendland, 1918, 1921
- Wegrast, o. J., 1921
- Österreichisch Gemüt, o. J. (1923)

### Heimatbücher
- Kremser Simandln. Ein humoristischer Vortrag. Mit Abbildung eines Original-Simandlbriefes aus dem Jahre 1771. Wien, F. Österreicher, 1895.
- Stundenrufe und Lieder deutscher Nachtwächter, 1897
- Die goldene Wachau, 1912
- Vom Arlberg zum Bodensee, 1914
- Wachausagen, 1916
- Wanderung durch die Wachau. In: Volk und Heer, 1918, Heft Nr. 18, S. 5–9.
- Gerlach, Martin und Josef Wichen: Die Wachau in Wort und Bild. Wien und Leipzig, Gerlach & Widling, o. J. (1912)
- Auf der Nibelungenstraße, 1922

### Anlassdichtungen
- Im Aufstieg. Dem Andenken der jugendlichen Dichterin Angela Langer. In: Volks-Bildungs-Blätter. Nr. 406–407, 1916, S. 105–107.
- Aus der Jugendzeit. Dem Andenken des seligen Dekanes und Stadtpfarrers von Bludenz. Sonderdruck aus dem "Vorarlberger Volksblatt". Bregenz, Teutsch, 1917.

### Posthume Auswahlausgaben
- Schott, Anton (Hrsg.): Lustige Geschichten von Josef Wichner und Anton Schott. o. J. (1934)
- Burtscher, Guido: Kurzgeschichten. Vorarlberger Schrifttum, Band 2, Bregenz, Russ, o. J. (1952)